# Sigi
Pour les articles homonymes, voir Sigi (homonymie).
Sigi, également connu sous le nom de Siggi, est un personnage de la mythologie nordique.
Personnage du cycle de Sigurd apparaissant dans la Völsunga saga (1-2), il est le fils d'Odin et le père de Rerir (donc l'ancêtre des Völsungar).

## Origine du nom
Son nom, construit sur le vieux norrois sig : « victoire », pourrait provenir du fait qu'Odin était, notamment, dieu de la victoire (Sigtýr).

## Biographie
Il tue et dissimule le cadavre de Bredi, un esclave qui s'était montré meilleur chasseur que lui. Mais le meurtre est découvert par Skadi (homonyme de la déesse de la chasse), le maître de Bredi. Sigi fut alors déclaré hors-la-loi (vargr í veum). Cet épisode pourrait être basé sur un mythe désormais disparu. 
Sigi quitte donc le pays sous la conduite d'Odin, qui lui fournit des navires et des troupes. Il mene alors des raids fructueux, et finit par conquérir le Húnaland. Roi puissant et très grand guerrier, il se marie et a un fils nommé Rerir.
Devenu vieux, il suscite beaucoup d'envie et est finalement tué par les frères de sa femme, qui l'attaquèrent par surprise. Rerir n'était pas présent à ce moment, et il put par la suite venger son père.

## Famille

### Mariage et enfants
De son union avec une femme inconnue, il eut : 
- Rerir